# Adam Suchodolski
Adam Suchodolski herbu Janina (zm. w 1656 roku) – chorąży lubelski w latach 1654–1656, starosta horodelski w latach 1648–1651, dworzanin pokojowy Jego Królewskiej Mości.
Syn Andrzeja, łowczego chełmskiego i Jadwigi Podlodowskiej herbu Janina. 
Studiował w Gimnazjum braci polskich w Rakowie, następnie pod wpływem matki w Lejdzie w 1637 roku, w Paryżu w 1640 roku.
Poseł województwa lubelskiego na sejm koronacyjny 1649 roku.
W młodości był wyznawcą arianizmu, od 1643 roku pod wpływem matki i studiów przeszedł na kalwinizm. Tego roku zamknął zbór ariański  w swoim miasteczku Piaski Wielkie (województwo lubelskie) i wybudował tam zbór kalwiński. W 1652 r. pozwolił luteranom lubelskim na wystawienie w Piaskach osobnego kościoła luterańskiego.
15 kwietnia 1646 r. poślubił w Lublinie współwyznawczynię Zofię Gorajską herbu Korczak, córkę Zbigniewa, kasztelana chełmskiego i kijowskiego oraz Teodory Leszczyńskiej herbu Wieniawa, wojewodzianki bełskiej. Miali razem pięciu synów, m.in. Zbigniewa. Wdowa 13 października 1658 roku poślubiła w Radzięczynie Jana Teodoryka Potockiego herbu Pilawa, podkomorzego halickiego.